# USS Vincennes (CG-49)
USS Vincennes (CG-49) — третий ракетный крейсер типа «Тикондерога» ВМС США. Находился в строю с июля 1985 по июнь 2005 года. В 2005 году выведен из состава флота, в июле 2010 года продан на слом компании «International Shipbreaking», разобран на металл в конце ноября 2011 года.
Широко известен как участник инцидента 3 июля 1988 года в Персидском заливе, где он по ошибке сбил иранский гражданский самолёт рейса Iran Air Flight 655, в результате чего погибли 290 гражданских лиц, включая 38 иностранцев и 66 детей.

## История

### 1980-е
Корабль спущен на воду 14 апреля 1984 года. Назван в честь сражения за форт Винсеннес в феврале 1779 года во время Войны за независимость США. Это третий корабль с этим именем в американском флоте.
Церемония ввода в состав флота состоялась в Паскагуле 6 июля 1985 года, первым командиром стал капитан 1 ранга Джордж Ги (Captain George N. Gee).
«Винсеннес» стал первым крейсером своего типа в составе Тихоокеанского флота США. После вступления в строй в 1985 году участвовал в испытаниях зенитной ракеты SM-2 Block II. В мае 1986 года принимал участие в международных морских манёврах RIMPAC 86, координируя ПВО соединения, состоявшего из двух авианосцев и более 40 кораблей других типов из пяти стран. В августе 1986 года был выдвинут в западную часть Тихого океана и Индийский океан. На корабле находился командный пункт ПВО оперативного соединения авианосца «Карл Винсон» и линкора «Нью-Джерси», взаимодействовавшего с Морскими силами самообороны Японии и ВМС Австралии. Корабль прошёл 46 000 морских миль от Берингова моря до Индийского океана

### Ирано-иракская война
Во время Ирано-иракской войны США предпринимали в Персидском заливы активные меры по защите судоходства, особенно нефтяных танкеров, которые подвергались нападению со стороны обоих воюющих государств.

### Операция «Earnest Will»
14 апреля 1988 года американский фрегат «Samuel B. Roberts» (FFG-58) подорвался на мине в Персидском заливе во время операции «Earnest Will». Через шесть дней «Винсеннес» прервал участие в учениях «Fleet Exercise 88-1», вернулся в Сан-Диего и начал подготовку в шестимесячному выдвижению в Персидский залив. Официальной целью выдвижения было противовоздушное прикрытие повреждённого фрегата во время его прохода через Ормузский пролив. Месяц спустя крейсер прибыл в Персидский залив и в начале июля сопровождал тяжёлое судно-док «Mighty Servant 2», которое транспортировало фрегат. Во время операции «Earnest Will» крейсер прошёл Ормузским проливом 14 раз.

### Инцидент с самолётом рейса Iran Air Flight 655
3 июля 1988 года «Винсеннес» под командованием капитана Уильяма Роджерса III двумя управляемыми ракетами сбил гражданский самолёт Airbus A300, который находился в иранском воздушном пространстве над Ормузским проливом. Погибли 290 пассажиров и экипаж. По словам Роджерса, крейсер был атакован восемью иранскими катерами. В этот момент была обнаружена воздушная цель, которая ошибочно была принята за атакующий иранский истребитель F-14. Самолёт Iran Air Flight 655 в этот момент набирал высоту, его радиопередатчик находился в гражданском режиме Mode III, а не в военном Mode II, как определила БИУС Иджис крейсера.
Иранское правительство заявило, что «Винсеннес» сознательно сбил гражданский самолет. Iran Air flight IR655 совершал ежедневные полёты из Бендер-Аббаса в Дубай по установленному воздушному коридору. Присутствовавшие в районе инцидента итальянские корабли и ещё один американский корабль, фрегат Sides подтвердили, что самолёт набирал высоту, а не пикировал на крейсер. Радиопредупреждение с крейсера было передано на частоте 121,5 МГц, а не на частотах управления гражданским воздушным движением, и ошибочно описывало высоту и координаты самолёта, поэтому экипаж, если он прослушивал волну 121,5 МГц, мог счесть, что предупреждение относится к другому самолёту. Командир фрегата «Сайдз» Дэвид Карлсон позднее сказал, что «уничтожение аэробуса стало кульминацией агрессивности Роджерса».

### 1990-е
В феврале 1990 года «Винсеннес» находился в шестимесячном выдвижении в западной части Тихого океана и Индийском океана с вертолётами SH-60 из HSL-45 Detachment 13 на борту. Корабль координировал ПВО соединения и выполнял роль флагманского корабля управления и контроля во время учений Harpoon-Ex-90. В июле 1990 года крейсер возвратился в порт приписки, преодолев около 100 000 миль пути.
В августе 1991 года крейсер в четвёртый раз был выдвинут в западную часть Тихого океана. Вместе с авианосцем Independence он выполнял задачи противовоздушного прикрытия командующего оперативным соединением «Дельта», а затем участвовал как представитель США в MERCUBEX 91, совместных учениях ВМС США и Сингапура. В течение трёх последующих месяцев «Винсеннес» участвовал в двусторонних учениях «Valiant Blitz» с ВМС Южной Кореи, двусторонних учениях Annualex 03G с японскими морскими силами самообороны и ASWEX 92-1K с ВМС Южной Кореи, а затем выступал как представитель США во время дней Военно-морского флота. 21 декабря крейсер вернулся в порт приписки.
В июне 1994 года крейсер отбыл в пятое выдвижение в западную часть Тихого океана в составе оперативного соединения авианосца Kitty Hawk, выполняя функции командующего ПВО соединения. Во время выдвижения участвовал в противолодочных учениях PASSEX 94-2 с японскими морскими силами самообороны, двусторонних американо-сингапурских учениях MERCUB 94-2 у берегов Малайзии, двусторонних американо-японских учениях Keen Edge и крупномасштабных учениях Tandem Thrust, где «Винсеннес» выступал в качестве координатора зональной ПВО. Возвращение состоялось 22 декабря 1994.
В августе 1997 года «Винсеннес» сменил порт приписки с Сан-Диего на Йокосуку, а затем прибыл в южную часть Тихого океана для участия в учениях Exercise Valiant Usher 98-1 с десантным соединением USS Belleau Wood (LHA-3) и эсминцем ВМС Австралии HMAS Perth. Совместные учения проходили близ Таунсенд-Айленд в Австралии.
«Винсеннес» также принял участие в учениях 7-го флота США Fleet Battle Experiment Delta (FBE-D) с 24 октября по 2 ноября 1998 года вместе с учениями Foal Eagle по защите Южной Кореи.

### 2000-е
12 августа 2000 «Винсеннес» завершил участие в совместных американо-японских учениях Sharem 134, которые включали недельные противолодочные упражнения и сбор информации в Южно-Китайском море. Корабль провёл тестирование аппаратуры по обнаружению подводных лодок, проверку дальности действия гидролокатора, работу с гидроакустическими буями. В конце учений была проведена «свободная охота» на подводные лодки, принимавшие участие в учениях.
В середине ноября 2000 года во время учений MISSILEX 01-1 крейсер осуществлял перехват беспилотных самолётов-мишеней в районе Окинавы.
23 марта 2001 года «Винсеннес» в составе оперативного соединения авианосца «Kitty Hawk» посетил военно-морскую базу Чанги (Changi Naval Base). Это был первый в истории заход американского авианосца в Сингапур. С 23 по 27 августа 2001 года крейсер участвовал в учениях Multi-Sail по отработке взаимодействия американского и японского флотов в различных морских акваториях.
17 сентября 2001 года крейсер отбыл из Йокосуки для участия в операции «Несокрушимая свобода», и вернулся в порт приписки 18 декабря 2001 года.
В марте 2003 года «Винсеннес» был приписан к 15-й эскадре эсминцев.

## Завершение службы
В 2004—2005 году первые пять кораблей типа «Тикондерога», включая «Винсеннес», были выведены из состава ВМС США, прослужив чуть больше 20 лет из планировавшихся 40. Причиной этого было решение о нецелесообразности проведения их модернизации с заменой двухбалочной пусковой установки Mk 26 на установку вертикального пуска Mk 41.
Церемония вывода крейсера из состава флота прошла 29 июня 2005 года в Сан-Диего. В тот же день он был вычеркнут из списка кораблей ВМС США и поставлен на стоянку резервного флота на военно-морской базе Китсап в Бремертоне. В 2008 году крейсер вместе с однотипными кораблями Thomas S. Gates и Yorktown был запланирован к утилизации в течение последующих пяти лет.
9 июля 2010 года был подписан контракт на утилизацию крейсера с компанией «International Shipbreaking» в Браунсвилле, шт. Техас.
21 ноября 2010 года «Винсеннес» через Панамский канал прибыл в Барунсвилль и к 23 ноября 2011 года полностью разобран.

## Награды и знаки отличия
«Винсеннес» был отмечен Похвальной благодарностью для воинской части, трижды — знаком боевой эффективности «Е», Боевой лентой, Медалью за службу национальной обороне, Лентой за морскую службу с четырьмя звёздами.

## Фото

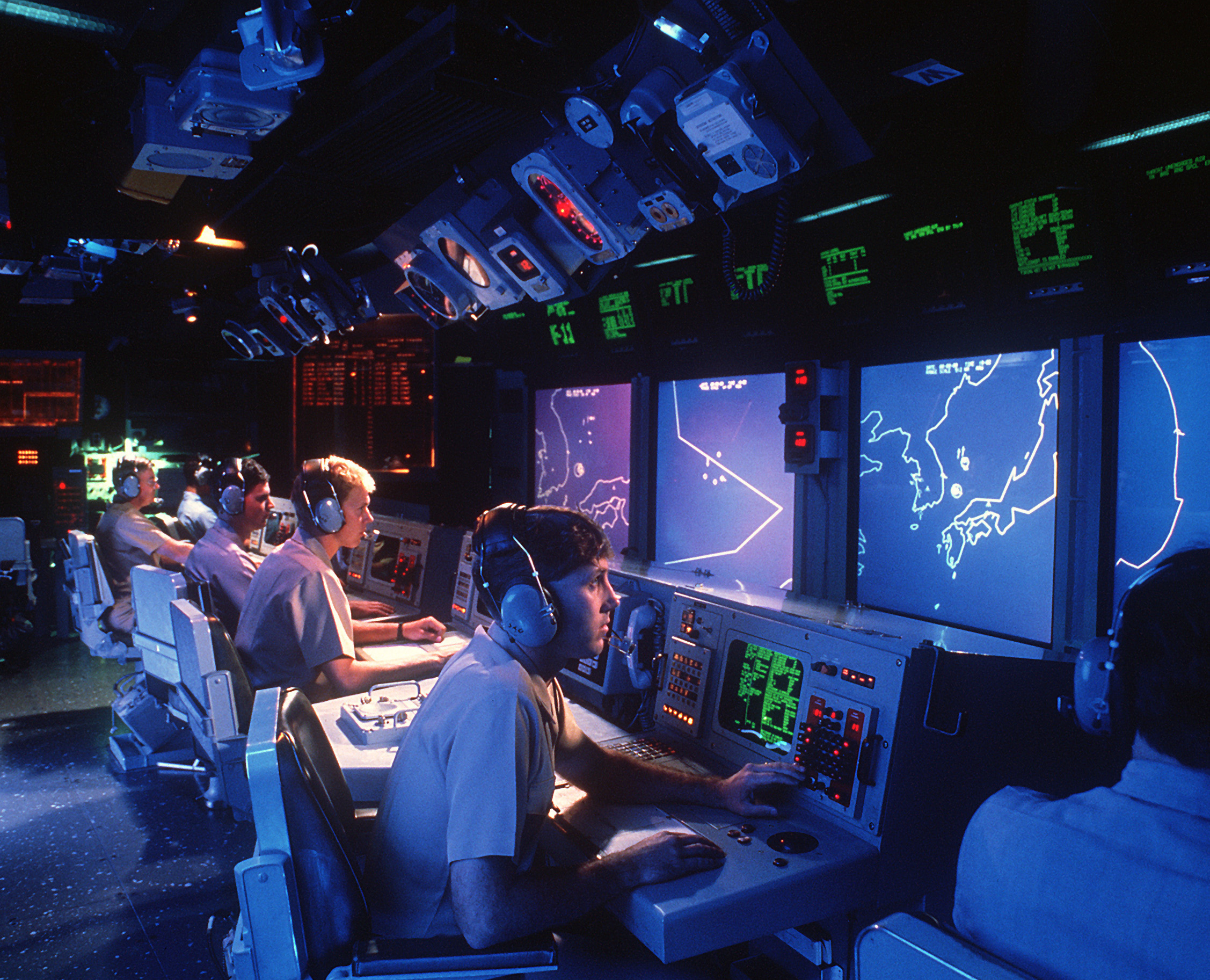
Боевой информационный центр на крейсере «Винсеннес», январь 1988 г.
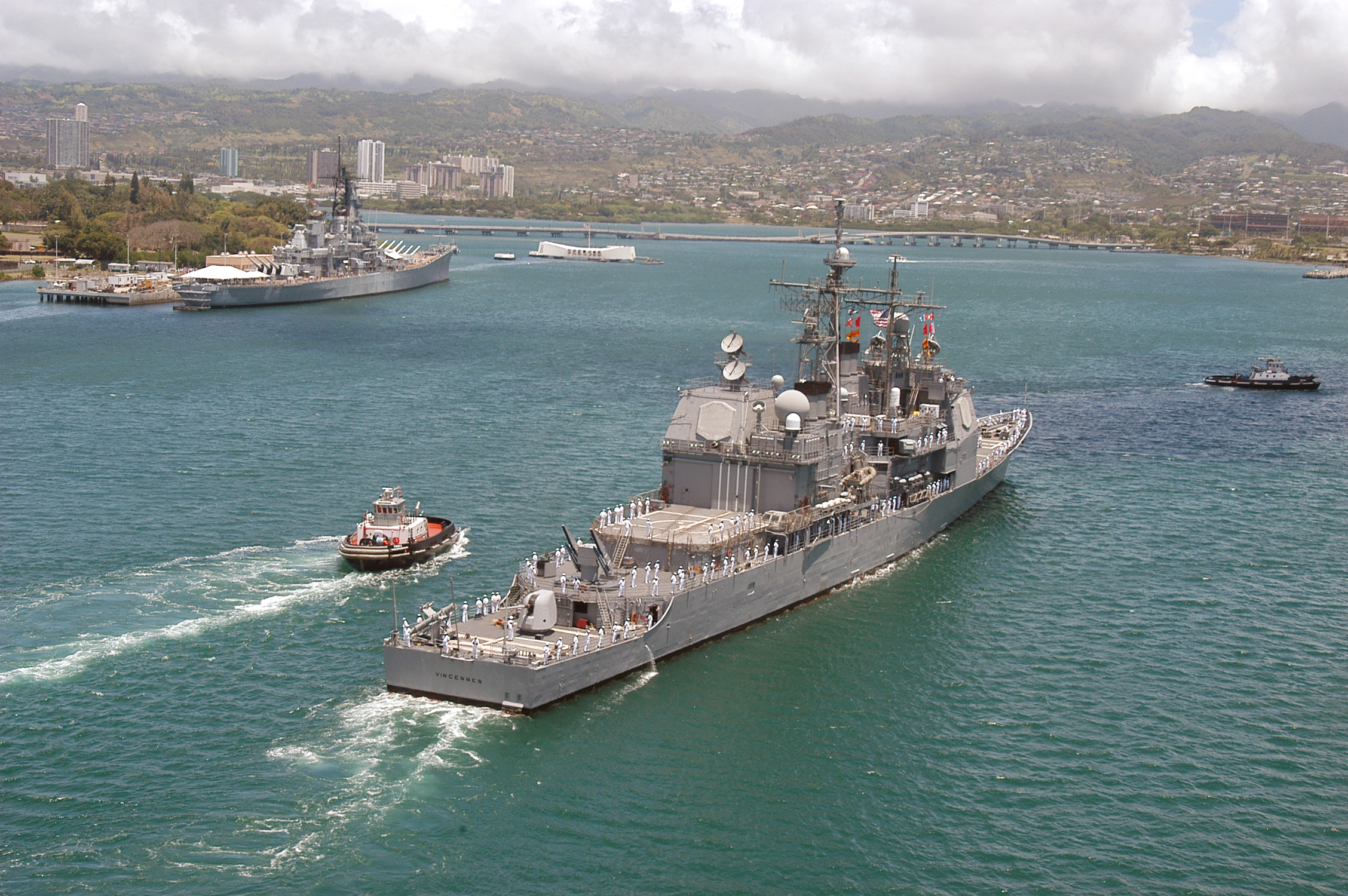
«Винсеннес» в Перл-Харборе, 15 апреля 2005 г.
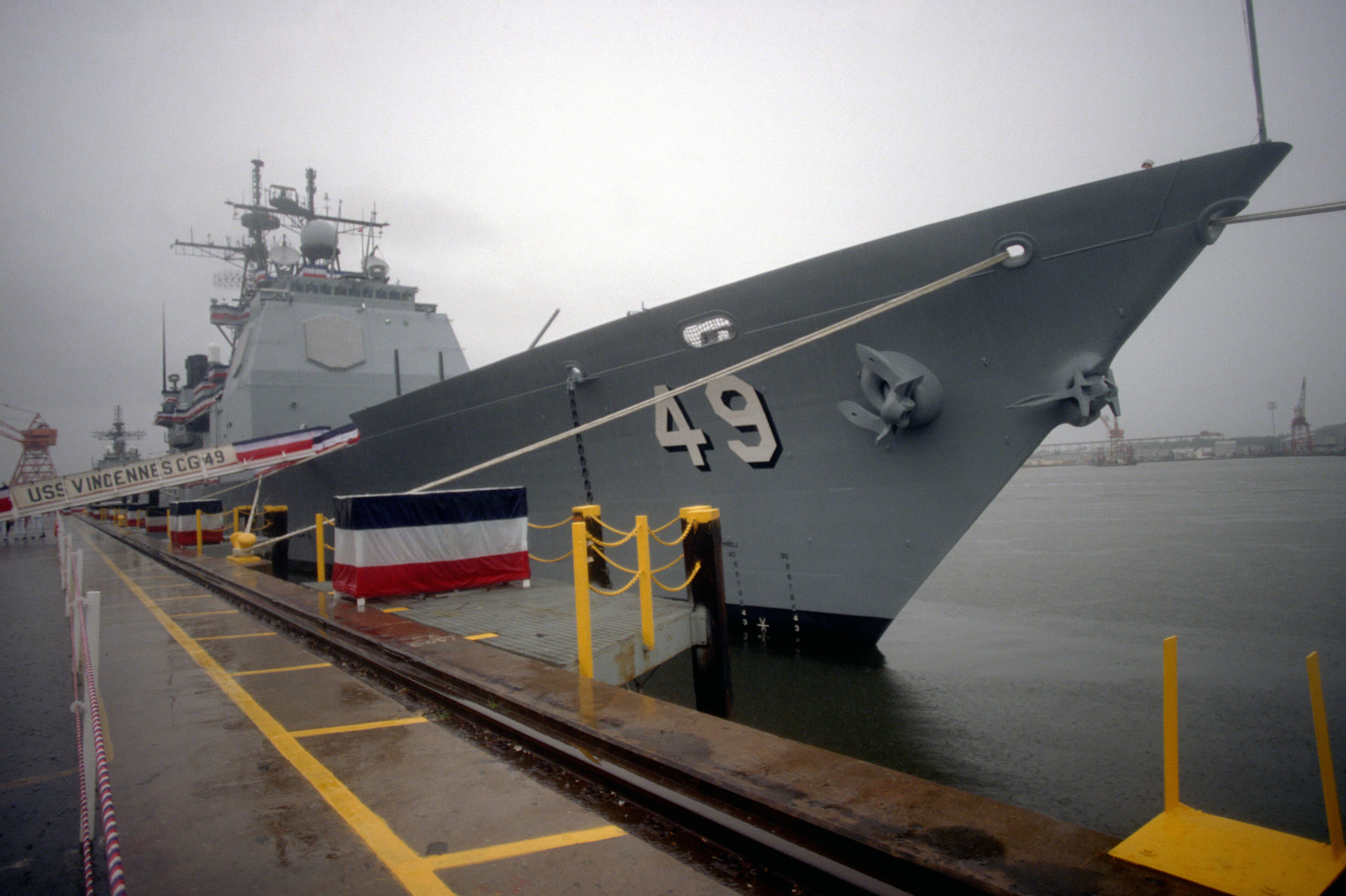
На церемонии ввода в состав флота, 6 июля 1985 г., Паскагула.
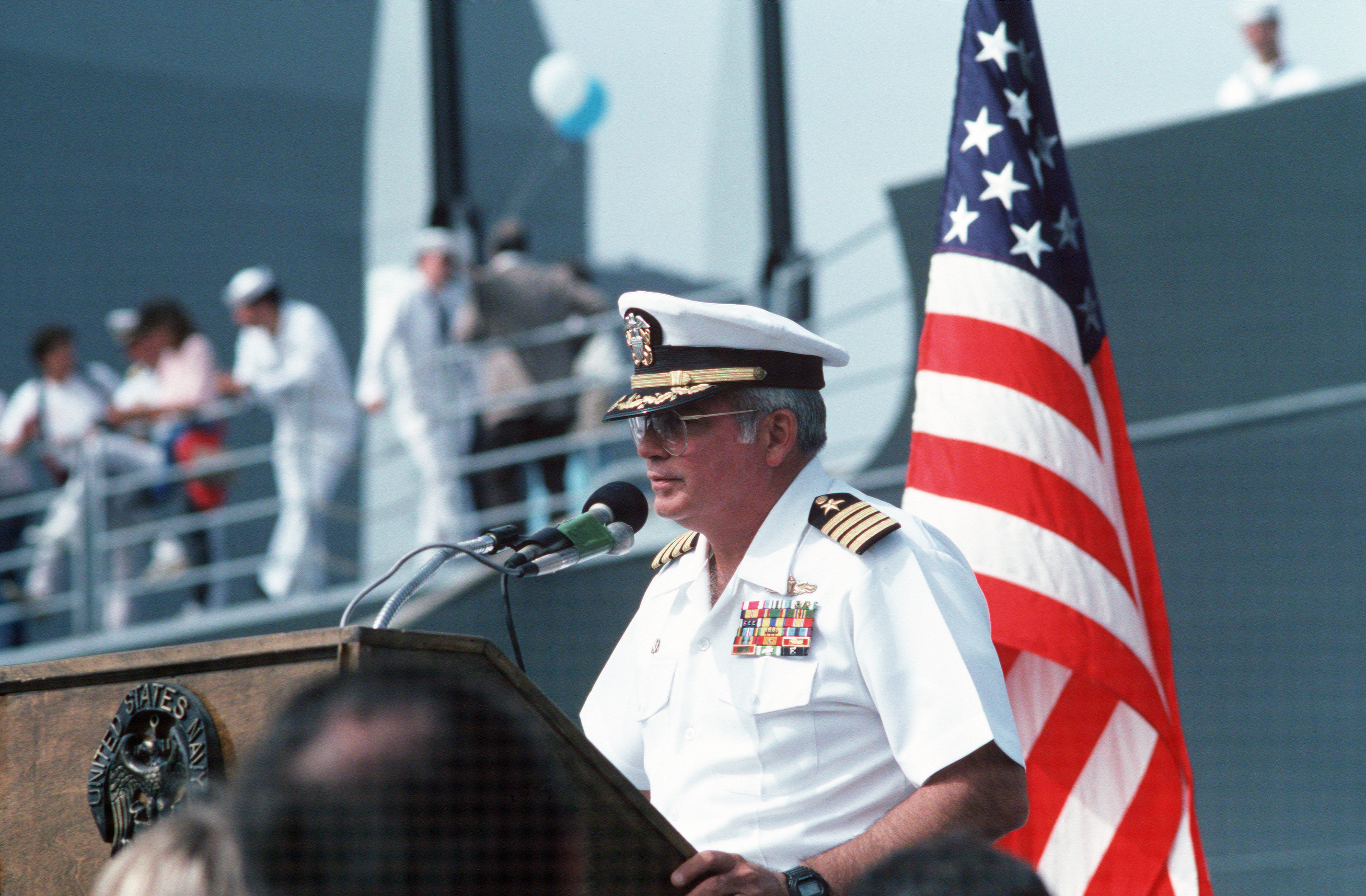
Уилл Роджерс во время церемонии возвращения в порт приписки, Сан-Диего, 24 октября 1988 г.
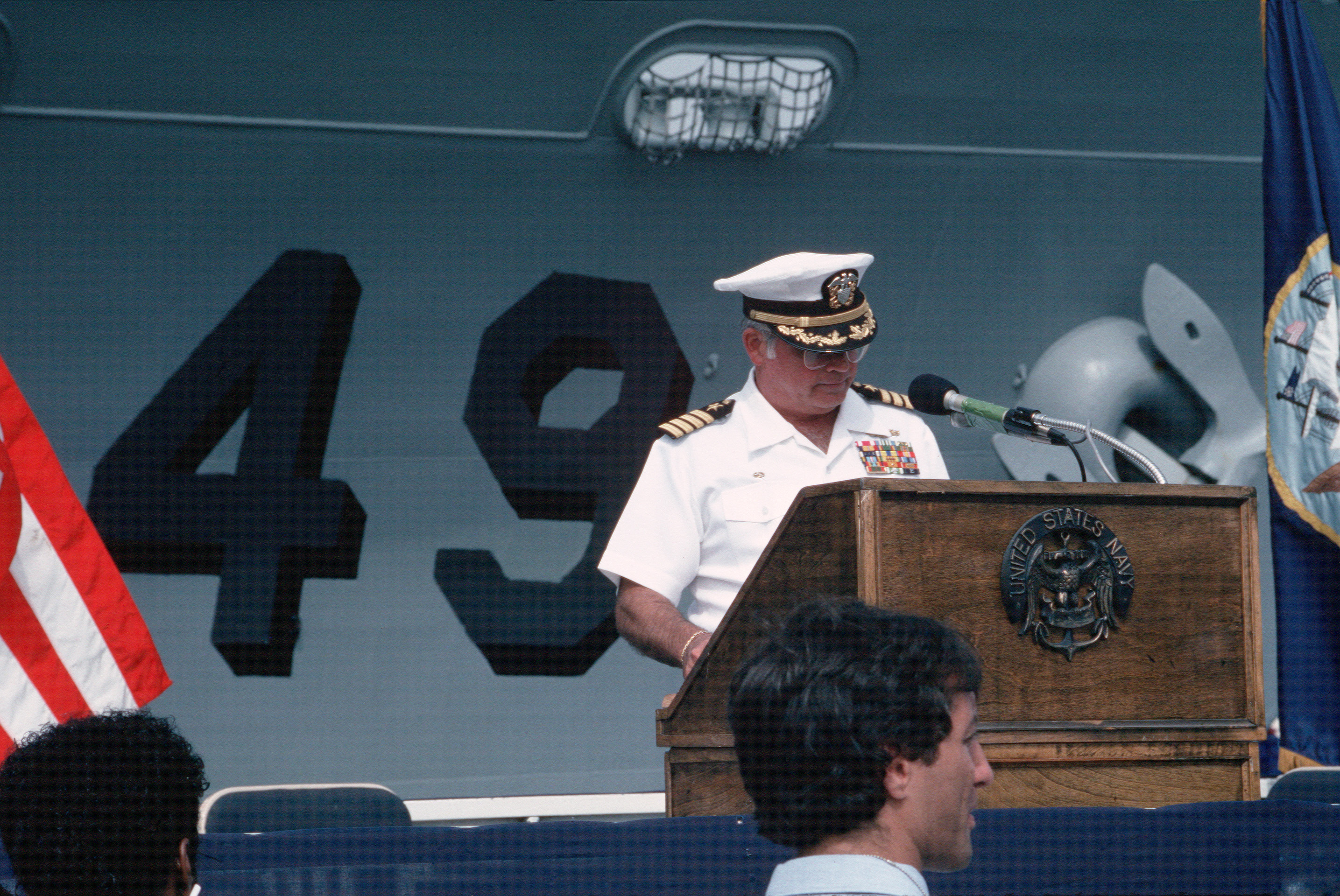
Уилл Роджерс во время церемонии возвращения в порт приписки, Сан-Диего, 24 октября 1988 г.